# Саакян, Аветик Иванович
Аветик Иванович Саакян (арм. Ավետիք Սահակյան, 1863, Джалал-оглы, Кавказское наместничество — 1933, Ливан) — армянский политик (псевдоним «Отец Абрам»), один из основных активистов «Дашнакцутюн», министр продовольствия в Правительстве Закавказской демократической федеративной республики. Председатель Армянского национального совета (1 августа 1918 — 5 августа 1919).

## Биография
Родился в урочище Джалал-оглы, Тифлисского уезда, Тифлисской губернии, Российской империи.
Начальное образование он получил в местной национальной школе. После окончания уехал в Карабах и поступил в реальное училище в Шуше.
В 1887 году переехал в Москву. В 1889 году включился в революционную борьбу, подвергался аресту, заключению в Бутырскую тюрьму.
В 1893 году окончил Петровскую сельскохозяйственную академию, по окончании работал по специальности. На протяжении многих лет он был председателем Армянского сельскохозяйственного союза, редактировал журнал «Сельское хозяйство».
В 1895 году возвратился в Тифлис. Активный член «Дашнакцутюн», организатор отрядов армянской самообороны. В 1909—1912 годах находился в заключении по делу «Дашнакцутюн».
В октябре 1917 года участвовал в Национальном собрании Армении и входил в избранный там Национальный совет, был членом Закавказского сейма, министром продовольствия в Закавказском правительстве. С 1 августа 1918 года — спикер Собрания Парламента Демократической Республики Армения, в 1918 году — спикер Первого парламента, в 1919 году — заместитель спикера парламента, в августе-октябре 1919 года занимал министерские посты.
После советизации Армении в 1920 году уехал в эмиграцию, жил в Тебризе, Персия, Ираке, Ливане. Продолжал свою политическую деятельность до самой смерти.